# Psicologia política
A psicologia política é um campo acadêmico interdisciplinar, um ramo da psicologia social dedicado a compreender a política, os políticos e o comportamento político de uma perspectiva psicológica. A relação entre política e psicologia é considerada bidirecional, com a psicologia sendo usada como uma lente para a compreensão da política e a política sendo usada como uma lente para a compreensão da psicologia. Como um campo interdisciplinar, a psicologia política empresta de uma ampla gama de outras disciplinas, incluindo: antropologia, sociologia, relações internacionais, economia, filosofia, mídia, jornalismo e história.
A psicologia política visa compreender as relações interdependentes entre indivíduos e contextos que são influenciados por crenças, motivações, percepções, cognição, processamento de informações, estratégias de aprendizagem, socialização e formação de atitudes. Teoria e abordagens psicológicas políticas têm sido aplicadas em muitos contextos, tais como: papéis de liderança; formulação de políticas internas e externas; comportamento relacionados à violência étnica, guerras e genocídios; dinâmicas de grupo e conflito; comportamentos racistas; atitudes, motivações e o papel da mídia nos votos; nacionalismo; e extremismo político. Em essência, os psicólogos políticos estudam os fundamentos, a dinâmica e os resultados do comportamento político usando explicações cognitivas e sociais.

## História e primeiras influências

### França
A psicologia política originou-se da Europa Ocidental, França, onde esteve intimamente ligada ao surgimento de novas disciplinas e paradigmas, bem como ao contexto social e político preciso em vários países.  A disciplina psicologia política foi formalmente introduzida durante a guerra franco-prussiana e a revolução socialista, estimulada pelo surgimento da Comuna de Paris (1871).  O termo psicologia política foi introduzido pela primeira vez pelo etnólogo Adolf Bastian em seu livro Man in History (1860). O filósofo Hippolyte Taine (1828-1893), fundador da Ecole Libre de Sciences Politiques, aplicou as teorias de Bastian em suas obras As origens da França contemporânea (1875-1893) a ideias sobre a fundação e o desenvolvimento da Terceira República . O chefe da Ecole Libre de Sciences Politiques, Émile Boutmy (1835–1906), foi um famoso explorador dos conceitos sociais, políticos e geográficos das interações nacionais. Ele contribuiu com vários trabalhos em psicologia política, como English People; Um estudo de sua Psicologia Política (1901) e The American People; Elementos de sua psicologia política (1902). O contribuidor da teoria da multidão, Gustave Le Bon (1841-1931), sugeriu que a atividade da multidão subjugou a vontade e poluiu o pensamento racional, o que resultou em impulsos e emoções incontroláveis. Ele sugeriu em seus trabalhos Psychology of Socialism (1896) e Political Psychology and Social Defense (1910)  que no estado incontrolável de uma multidão as pessoas eram mais vulneráveis à submissão e liderança, e sugeriu que abraçar o nacionalismo remediaria isso.

### Itália
Entretanto, em Itália, Ressurgimento (1870) instigou várias reformas sociais e direitos de voto. A grande divisão da classe social durante este período levou o advogado Gaetano Mosca (1858-1914) para publicar seu trabalho, A classe dominante: elementos da Ciência Política (1896), que teorizava a presença das classes dominantes e governadas de todas as sociedades. Vilfredo Pareto (1828-1923), inspirado nos conceitos de Mosca, contribuiu A Ascensão e a queda das Elites (1901) e O Sistema Socialista (1902-1903) à disciplina da psicologia política, teorizando sobre o papel dos sistemas sociais e de classe. Trabalho A mente e a sociedade (1916) oferece uma sociologia Tratado. Os textos de Mosca e Pareto sobre a elite italiana contribuíram para as teorias de Robert Michels (1875-1936). Michels era um socialista alemão fascinado pela distinção entre o Parlamento de classe mais baixa na Alemanha e o Parlamento de classe alta na Itália. Ele escreveu Partidos políticos: Um estudo sociológico das tendências oligárquicas da democracia moderna (1911).

### Áustria
Uma grande influência psicanalítica foi contribuída para a disciplina de psicologia política por Sigmund Freud (1856-1939). Seus textos Totem e tabu (1913) e Psicologia de grupo e a análise do ego (1921) vincularam a psicanálise à política. Freud e Bullitt (1967) desenvolveram a primeira explicação psicobiográfica de como as características de personalidade do presidente dos Estados Unidos Woodrow Wilson afetaram sua tomada de decisão durante a Primeira Guerra Mundial. Wilhelm Reich (1897–1957), inspirado pelos efeitos da Segunda Guerra Mundial, estava interessado em se os tipos de personalidade variam de acordo com a época, cultura e classe. Ele descreveu o efeito bidirecional do grupo, da sociedade e do meio ambiente com a personalidade. Ele combinou as teorias freudiana e marxista em seu livro The Mass Psychology of Fascism (1933). Ele também editou o Jornal de Psicologia Política e Economia Sexual (1934–1938), que foi o primeiro jornal a apresentar a psicologia política no princípio da linguagem ocidental.

### Alemanha
Na Alemanha, as alterações políticas de novatos e o controle fascista durante a Segunda Guerra Mundial estimularam a pesquisa sobre o autoritarismo na escola de Frankfurt . O filósofo Herbert Marcuse (1898–1979) abriu questões relativas à liberdade e autoridade em seu livro, Reason and Revolution: Hegel and the Rise of Social Theory (1941), onde sugeriu o compromisso dos grupos sobre os direitos individuais. Theodor Adorno (1903–1969) também investigou indivíduos autoritários e anti-semitismo. Seu relatório The Authoritarian Personality (1950) tenta determinar o tipo de personalidade suscetível a seguir o fascismo e a propaganda antidemocrática. Os movimentos nazistas durante a Segunda Guerra Mundial também estimularam psicólogos polêmicos como Walther Poppelreuter (1932) a dar palestras e escrever sobre psicologia política que se identificava com Hitler. O psicólogo Eric Jaensch (1883–1940) contribuiu com o livro racista The Anti-type (1933).

### Reino Unido
Na virada do século, a Universidade de Oxford e a Universidade de Cambridge introduziram cursos disciplinares de psicologia política como "As Ciências do Homem", juntamente com a fundação da Sociedade Psicológica (1901) e da Sociedade Sociológica (1904). O historiador de Oxford G.B. Grundy (1861–1948) observou a psicologia política (1917) como uma subdisciplina da história. Motivado pelo comportamento social e político durante a Primeira Guerra Mundial, ele considerou um novo ramo da ciência histórica, "A Psicologia dos Homens que Atuam nas Massas". Ele se referiu à ciência para instrumentar o esclarecimento de crenças errôneas sobre a intenção.  O intelectual Graham Wallas (1859-1932) implicou a importância de estudar psicologia na política em Human Nature in Politics (1908). Wallace enfatizou a importância de esclarecer os políticos e o público sobre os processos psicológicos, a fim de aumentar a conscientização sobre a exploração enquanto desenvolve o controle sobre o próprio intelecto psicológico. Ele sugeriu em Great Society (1917) que o reconhecimento de tais processos poderia ajudar a construir uma humanidade mais funcional.

### Estados Unidos
Do outro lado do Atlântico, o primeiro americano a ser considerado um psicólogo político foi Harold Lasswell (1902-1978), cuja pesquisa também foi estimulada por um fascínio sociológico da Primeira Guerra Mundial. Seu trabalho Técnica de Propaganda na Guerra Mundial (1927) discutiu o uso da aplicação teorias psicológicas a fim de aprimorar a técnica de propaganda. Lasswell mudou-se para a Europa logo depois, onde começou a vincular as teorias da personalidade de Freud e Adler à política e publicou Psychopathology and Politics (1930). Suas principais teorias envolviam os motivos dos politicamente ativos e a relação entre propaganda e personalidade.
Outro fator que contribuiu para o desenvolvimento da psicologia política foi a introdução da psicometria e "The Measurement of Attitude" por Thurstone e Chave (1929). A revolução metodológica nas ciências sociais deu bases quantitativas e, portanto, mais credibilidade à psicologia política. A pesquisa sobre a preferência política durante as campanhas foi estimulada por George Gallup (1901–1984), que fundou o "American Institute of Public Opinion". A eleição de 1940 na América chamou muita atenção em conexão com o início da Segunda Guerra Mundial. Gallup, Roper e Crossley instigaram pesquisas sobre as chances de Roosevelt ser reeleito. Lazarsfeld, Berelson e Gaudet (1944) também conduziram um famoso painel de estudo "A escolha do povo" na campanha eleitoral dos anos 1940. Esses estudos chamaram a atenção para a possibilidade de medir técnicas políticas por meio de teorias psicológicas. A entrada dos EUA na Segunda Guerra Mundial gerou uma vasta pesquisa em campos como técnica de guerra, propaganda, moral de grupo, psicobiografia e conflito cultural, para citar alguns, com o exército dos EUA e a Marinha recrutando jovens psicólogos. Assim, a disciplina desenvolveu-se rapidamente e ganhou acreditação internacional.
Hadley Cantril e LA Free estabeleceram o Institute for International Social Research para focar "a atenção principalmente nas mudanças psicológicas que influenciam o comportamento político de maneiras que têm um efeito significativo nas relações internacionais." Eles estudaram "os governos e por que, em termos de variáveis psicológicas, eles se comportam dessa maneira em relação às questões internacionais".
McGuire identifica três grandes fases no desenvolvimento da psicologia política, essas três fases são: (1) A era dos estudos da personalidade nas décadas de 1940 e 1950 dominada pela psicanálise. A era das atitudes políticas e dos estudos do comportamento eleitoral nas décadas de 1960 e 1970, caracterizada pela popularidade dos pressupostos do "homem racional". (3) Uma era desde as décadas de 1980 e 1990, que se concentrou nas crenças políticas, no processamento de informações e na tomada de decisões, e tratou, em particular, da política internacional.

## Personalidade e política
O estudo da personalidade em psicologia política enfoca os efeitos da personalidade de liderança na tomada de decisões e as consequências da personalidade de massa nos limites da liderança. As principais abordagens de personalidade utilizadas em psicologia política são teorias psicanalíticas, teorias baseadas em traços e teorias baseadas em motivos.

### Uma abordagem baseada em traços
Sigmund Freud (1856-1939) fez contribuições significativas para o estudo da personalidade na psicologia política por meio de suas teorias sobre os motivos inconscientes do comportamento. Freud sugeriu que o comportamento e a habilidade de tomar decisões de um líder eram em grande parte determinados pela interação em sua personalidade do id, ego e superego, e seu controle do princípio do prazer e do princípio da realidade . A abordagem psicanalítica também foi amplamente usada em psicobiografias de líderes políticos. As psicobiografias extraem inferências do desenvolvimento pessoal, social e político, desde a infância, para compreender os padrões de comportamento que podem ser implementados para prever os motivos e estratégias de tomada de decisão.
Traços são características de personalidade que se mostram estáveis ao longo do tempo e em diferentes situações, criando predisposições para perceber e responder de maneiras particulares. Gordon Allport (1897–1967) realizou o estudo de traços introduzindo traços centrais, secundários, cardinais e comuns. Essas quatro distinções sugerem que as pessoas demonstram traços em vários graus e, além disso, que há uma diferença entre traços individuais e comuns a serem reconhecidos em uma sociedade. Hans Eysenck (1916–1997) contribuiu com três traços principais; atualmente, no entanto, as dimensões de personalidade dos "Cinco Grandes" de Costa e McCrae (1992) são as mais reconhecidas. Esses incluem; neuroticismo, extroversão, afabilidade, abertura à experiência e consciência. As teorias da psicologia política indicam que a combinação dessas características tem implicações no estilo e na capacidade de liderança. Por exemplo, indivíduos com pontuação elevada em extroversão demonstram ter habilidades de liderança superiores.  O indicador de tipo Myers-Briggs (MBTI) é uma escala de avaliação de personalidade comumente usada no estudo da personalidade política e para perfis profissionais.

### Uma abordagem baseada em motivos
Em termos de psicologia política, a motivação é vista como um comportamento orientado para um objetivo, impulsionado pela necessidade de quatro coisas; poder, afiliação, intimidade e realização. Essas categorias foram agrupadas por Winter (1996) a partir de Murray (1938), vinte sugestões de objetivos humanos comuns. A necessidade de poder afeta o estilo de atuação do líder. Winter e Stewart (1977) sugeriram que líderes com alta motivação de poder e pouca necessidade de motivação para intimidade de afiliação são presidentes melhores. Os líderes motivados por afiliação tendem, alternativamente, a colaborar em esforços conjuntos na ausência de ameaças. Por último, a motivação por conquistas demonstrou não corresponder ao sucesso político, especialmente se for superior à motivação pelo poder (Winter, 2002). motivação entre um líder e aqueles a quem ele governa deve ser consistente com o sucesso. Foi demonstrado que os motivos estão mais correlacionados com a situação e o tempo desde a última realização do objetivo, em vez de traços consistentes. O Teste de Apercepção Temática (TAT) é comumente usado para avaliar motivos. No entanto, no caso de avaliação de liderança, este teste é mais difícil de implementar, portanto, testes mais aplicáveis são frequentemente usados, como análise de conteúdo de discursos e entrevistas.

## Estruturas para avaliar a personalidade

### A personalidade autoritária
A personalidade autoritária é uma teoria da síndrome que foi desenvolvida pelos pesquisadores Adorno, Frenkel-Brunswick, Levinson e Sanford. (1950) at the University of California. O Comité Judaico Americano  subsidiou pesquisas e publicações sobre a teoria, uma vez que gerou ideias desenvolvidas a partir de eventos da Segunda Guerra Mundial. Adorno (1950) explicou o tipo de personalidade autoritária a partir de um ponto de vista psicanalítico sugerindo que ele seja um resultado de uma paternidade altamente controlada e convencional. Adorno (1950) explicou que os indivíduos com um tipo de personalidade autoritária tinham sido atrofiados em termos de desenvolver uma capacidade de controlar os impulsos de id sexual e agressiva. Isso resultou em um medo deles e, portanto, um desenvolvimento de mecanismos de defesa para evitar enfrentá-los. Os tipos de personalidade autoritária são pessoas descritas como oscilando entre dependendo da Autoridade ainda ressentida. A síndrome foi teorizada para abranger nove características; conventionalismo, submissão autoritária, agressão autoritária, anti-intracepção (uma oposição a tendências subjetivas ou imaginativas), superstição e estereotipia, poder e dureza, destrutividade e cinismo, obsessão sexual e projeção. Sugere-se que o tipo de personalidade autoritária seja; etnocêntrico, ego-defensivo, mentalmente rígido, conforme e convencional, adverso ao fora do comum, e como tendo visões políticas conservadoras. Livro A Personalidade Autoritária (1950) introduz várias escalas baseadas em diferentes tipos de personalidade autoritária. Estes são: Escala em F que medidas de onde e em que grau se desenvolvem as atitudes fascistas, a escala do anti-semitismo, a escala do etnocentrismo e a escala do conservadorismo político económico. A escala-F, No entanto, é a única escala que se espera medir tendências autoritárias implícitas da personalidade.
Bob Altemeyer (1996) desconstruiu a personalidade autoritária usando análise de traços. Desenvolveu uma Autoritarismo de direita Escala baseada nos traços: submissão autoritária, agressão autoritária e convencionalismo. Altmeyer (1996) sugeriu que aqueles que pontuam alto na escala F têm uma baixa capacidade de pensamento crítico e, portanto, são menos capazes de contradizer a autoridade. As teorias de Altmeyer também incorporam o ponto de vista psicodinâmico, sugerindo que os tipos de personalidade autoritária foram ensinados por seus pais a acreditar que o mundo era um lugar perigoso e, portanto, seus impulsos os levam a tomar decisões impulsivas, emocionais e irracionais. As crenças e o comportamento de um autoritário são sugeridos para serem facilmente manipulados pela autoridade em vez de serem baseados em valores internos. Altmeyer também teorizou que os líderes com tipos de personalidade autoritária eram mais suscetíveis ao erro fundamental de atribuição. Há muitas fraquezas associadas a esta síndrome e à escala F. Pode ter sido mais relevante durante o período em que foi produzido, sendo pouco depois da Segunda Guerra Mundial. A personalidade autoritária é geralmente relacionada a uma imagem fascista no entanto, sugere-se explicar o comportamento dos indivíduos em todos os campos políticos.

### Estruturas baseadas em traços
Estruturas baseadas em traços, excluindo a abordagem freudiana, foram sugeridas por James Barber (1930–2004) em The Presidential Character (1972), que destacou a importância da psicobiografia na análise da personalidade política. Barber sugeriu que a personalidade de liderança compreende três dimensões; "personagem", "visão de mundo" e "estilo". Barber também propôs que a tipologia de liderança seguia um padrão que conduzia ao primeiro sucesso político de um indivíduo e que incluía duas variáveis; o esforço que um líder coloca e a satisfação pessoal que o líder obtém. Essa tipologia é bastante limitada em suas dimensões.
Etheredge (1978) propôs a importância dos traços; "dominância", "confiança interpessoal", "auto-estima" e "introversão-extroversão", nas visões de liderança e na formulação de políticas. Etheredge descobriu, a partir de estudos sobre líderes durante a União Soviética, que aqueles que obtiveram altas pontuações no domínio eram mais propensos a apoiar o uso da força durante o debate. Ele descobriu que o traço introversão pode levar à falta de cooperação, e que a extroversão geralmente leva à cooperação e negociação. Além disso, ele sugeriu que a confiança interpessoal e a auto-estima estavam intimamente relacionadas com a não defesa da força.
Margaret Hermann (1976) introduziu o Avaliação Das Características Do Leader (LTA) e defendeu o desenvolvimento da Profiler-Plus. O Profiler-Plus é um sistema de computador usado para codificar respostas espontâneas de entrevistas para sete características principais; necessidade de poder, complexidade cognitiva, ênfase interpessoal tarefa, autoconfiança, locus de controle, desconfiança dos outros, e etnocentrismo. Este método pode traçar um perfil de grandes corpos de texto relacionado com a liderança, ao mesmo tempo que remove qualquer viés subjetivo da análise de conteúdo. É eficiente e tem alta confiabilidade.
Hermann e Preston (1994) sugeriram 5 variáveis distintas do estilo de liderança; seu envolvimento na elaboração de políticas, sua vontade de tolerar conflitos, seu nível e razões para a motivação, suas estratégias de gerenciamento de informações, e suas estratégias de resolução de conflitos.
Uma abordagem alternativa é a Código Operacional método introduzido por Nathan Leites (1951) e reestruturado por Alexander George (1979). O código é baseado em cinco crenças filosóficas e cinco crenças instrumentais. A Verbos no contexto (VIC) o sistema de codificação utilizado através do Programa de computador "Profiler-Plus" permite, mais uma vez, analisar subjectivamente corpos substanciais de discurso escrito e falado, entrevistas e escritos. O método tenta ser capaz de prever o comportamento através da aplicação do conhecimento de várias crenças.
Embora o comportamento político seja governado e representado por um líder, a influência conseqüente do líder depende muito do contexto em que ele está inserido e em que tipo de clima político está ocorrendo. Por esta razão, o comportamento do grupo também é fundamental para a compreensão dos ambientes sociopolíticos

## A psicologia política dos grupos
O comportamento do grupo é fundamental para a estrutura, estabilidade, popularidade e capacidade de tomar decisões bem-sucedidas dos partidos políticos. O comportamento individual se desvia substancialmente em um ambiente de grupo, portanto, é difícil determinar o comportamento do grupo olhando apenas para os indivíduos que o compõem. A forma e a estabilidade do grupo são baseadas em várias variáveis; tamanho, estrutura, a finalidade a que o grupo serve, desenvolvimento do grupo e influências sobre um grupo.

### Tamanho do grupo
O tamanho do grupo tem várias consequências. Em grupos menores, os indivíduos são mais comprometidos (Patterson e Schaeffer, 1997) e há uma taxa de rotatividade menor (Widmeyer, Brawley e Carron, 1990). Grandes grupos apresentam maiores níveis de divergência (O'Dell, 1968) e menos conformidade (Olson e Caddell, 1994). O desempenho do grupo também diminui com o aumento do tamanho, devido à diminuição da coordenação e do free-riding. O tamanho de um partido político ou nação pode, portanto, ter efeitos consequentes em sua capacidade de coordenação e progresso.

### Estrutura de grupo
A estrutura de um grupo é alterada pela diversidade de membros, o que afeta amplamente sua eficiência. A diversidade individual em um grupo demonstrou demonstrar menos comunicação e, portanto, aumentar o conflito (Maznevski, 1994). Isso tem implicações para os partidos políticos baseados em nações fortemente coloniais ou multirraciais. A diversidade de membros tem consequências para; status, alocação de função e tensão de função dentro de um grupo, todos os quais podem causar desacordo. Portanto, a manutenção da coesão do grupo é fundamental. A coesão é afetada por vários fatores; a quantidade de tempo que os membros passam no grupo, a quantidade que os membros gostam uns dos outros, a quantidade de recompensa que o grupo oferece, a quantidade de ameaças externas ao grupo e o nível de cordialidade oferecido pelos líderes. Esses fatores devem ser considerados ao se tentar formar um grupo político eficiente. A eficiência da decisão do presidente, por exemplo, é afetada pelo grau em que os membros do grupo consultivo têm um status hierárquico e pelos papéis atribuídos a cada membro.
Estudar o propósito da formação de um grupo, seja ele servindo a um propósito "funcional" ou a um propósito de "atração interpessoal" (Mackie e Goethals, 1987), tem implicações para a popularidade política. Freqüentemente, as pessoas ingressam em grupos para atender a certas necessidades de sobrevivência, interpessoais, informativas e coletivas. Um partido político que fornece; estabilidade, informação clara, ofereça poder aos indivíduos e satisfaça um senso de afiliação, ganharão popularidade. A teoria da "orientação fundamental para as relações interpessoais " de Shutz (1958) sugere que os grupos satisfazem a necessidade de controle, intimidade e inclusão. Grupos também se formam devido à atração natural. Newcomb (1960) afirma que somos atraídos por outras pessoas próximas em status socioeconômico, crenças, atitudes e aparência física. A similaridade em certos aspectos pode, portanto, estar relacionada ao quanto uma pessoa é atraída por ingressar em um grupo em vez de outro.

### Desenvolvimento de grupo
O desenvolvimento do grupo tende a acontecer em vários estágios; formando, atacando, normatizando, executando e adiando (Tuckman, 1965). A conscientização do grupo sobre esses estágios é importante para que os membros reconheçam que um processo está ocorrendo e que certos estágios, como a tempestade, fazem parte da progressão e não devem ser desencorajados ou causar medo de instabilidade. A consciência do desenvolvimento do grupo também permite que modelos sejam implementados a fim de manipular diferentes estágios. Influências externas sobre um grupo terão efeitos diferentes, dependendo do estágio em que o grupo se encontra em seu curso. Isso tem implicações sobre o quão aberto um grupo deve ser, dependendo do estágio de desenvolvimento em que se encontra e de sua força. A consistência também é um aspecto chave para o sucesso de um grupo (Wood, 1994).

### A influência da conformidade em grupos
A aplicação da conformidade é a chave para entender a influência do grupo no comportamento político. A tomada de decisão dentro de um grupo é amplamente influenciada pela conformidade. É teorizado que ocorre com base em dois motivos; influência social normativa e influência social informativa (Asch, 1955). chance de conformidade é influenciada por vários fatores; um aumento no tamanho do grupo, mas apenas até certo grau em que se estabiliza, e grau de unanimidade e compromisso com o grupo. Portanto, o grau de popularidade de um grupo político pode ser influenciado por seu tamanho existente e pela unanimidade e compromisso por parte do público dos membros já existentes. O grau em que o grupo se conforma como um todo também pode ser influenciado pelo grau de individuação de seus membros. Além disso, a conformidade dentro dos grupos políticos pode estar relacionada ao termo coalizão política . Os humanos representam grupos como se houvesse uma categoria especial de um indivíduo. Por exemplo, para simplicidade cognitiva, os grupos ancestrais antropomorfizam-se uns aos outros porque têm pensamentos, valores e antecedentes históricos semelhantes. Mesmo que o membro de um grupo possa ter um argumento irracional ou errado sobre uma questão política, existe uma grande possibilidade de os outros membros se conformarem com ele pelo simples fato de estarem na mesma coalizão.

### A influência do poder nos grupos
O poder é outro fator de influência dentro de um grupo ou entre grupos separados. As "bases críticas de poder" desenvolvidas por French e Raven (1959) alocam os seguintes tipos de poder como os mais bem-sucedidos; poder de recompensa, poder coercitivo, poder legítimo, poder de referência e poder de especialista. A forma como o poder é exercido sobre um grupo pode ter resultados repercussivos para a popularidade. O poder de referência resulta em maior popularidade de um grupo político ou líder do que o poder coercitivo (Shaw e Condelli, 1986). Isso tem implicações para os líderes manipularem os outros para se identificarem com eles, em vez de aplicar punições consequentes. No entanto, se o poder coercitivo for aplicado, o sucesso e um líder de confiança (Friedland, 1976) são necessários para que o conflito de grupo não se intensifique. Recomenda-se também que punição e recompensa extrínsecas diminuam a motivação intrínseca. Um senso de liberdade deve ser defendido para o grupo.

### Tomada de decisão em grupos
A tomada de decisões é um processo político importante que influencia o curso da política de um país. A tomada de decisão em grupo é amplamente influenciada por três regras; "regra de vitória da maioria ", "regra de vitória da verdade " e "regra do primeiro turno". A tomada de decisão também é coagida pela conformidade . As decisões irracionais geralmente são feitas durante os períodos emocionais. Por exemplo, um partido político impopular pode receber mais votos durante um período de instabilidade econômica ou política real ou percebida. Estudos controversos de George Marcus (2003), entretanto, implicam que altos níveis de ansiedade podem realmente fazer com que um indivíduo analise as informações de forma mais racional e cuidadosa, resultando em decisões mais bem informadas e bem-sucedidas. A psicologia da tomada de decisão, entretanto, deve ser analisada de acordo com se está dentro de um contexto de liderança ou entre um contexto de grupo. A implementação de uma tomada de decisão bem-sucedida muitas vezes é aprimorada pela tomada de decisão em grupo (Hill, 1982), especialmente se a decisão for importante para o grupo e quando o grupo estiver trabalhando junto por um longo período de tempo (Watson, Michaelson e Sharp, 1991). No entanto, os grupos também podem atrapalhar a tomada de decisões se uma resposta correta não for clara. Janis (1972) introduziu a noção de Groupthink que defende uma chance maior de grupos tomarem decisões erradas sob várias condições; forte coesão do grupo, isolamento da decisão do grupo da revisão pública, a presença de um líder diretivo no grupo e altos níveis de estresse. A polarização do grupo (Janis, 1972) sugere que a tomada de decisão do grupo é frequentemente mais extrema, seja mais arriscada ou cautelosa. Pensamento de grupo refere-se a "um modo de pensamento no qual as pessoas se envolvem quando estão profundamente envolvidas em um grupo coeso, quando a luta dos membros por unanimidade anula sua motivação para avaliar realisticamente cursos de ação alternativos".
Foram sugeridas técnicas para estabelecer habilidades de tomada de decisão mais eficazes nas dimensões políticas. Hirt e Markman (1995) afirmam que implementar um indivíduo em um grupo para encontrar falhas e criticar permitirá que os membros estabeleçam pontos de vista alternativos. George (1980) sugeriu "defesa múltipla", que implementa que uma pessoa neutra analise os prós e os contras de várias sugestões de defensores e, assim, tome uma decisão informada.
As teorias da psicologia aplicada para melhorar a produtividade de grupos políticos incluem a implementação de técnicas de "desenvolvimento de equipe ", "círculos de qualidade" e grupos de trabalho autônomos.

## Usando a psicologia na compreensão de certos comportamentos políticos

### Evolução
A psicologia evolucionista desempenha um papel significativo na compreensão do estado e das pessoas de como o atual regime político veio a existir. É uma abordagem que enfoca a estrutura do comportamento humano alegando sua dependência do ambiente social e ecológico. Desenvolvido por meio da seleção natural, o cérebro humano funciona para reagir apropriadamente aos desafios ambientais do conflito de coalizão usando mecanismos e modificações psicológicas. Um exemplo de conflito político envolveria agressão estatal, como guerra. Mecanismos psicológicos trabalham para digerir o que é obtido de informações internas e externas sobre o habitat atual e projetá-lo na forma de ação mais adequada, como atos de agressão, recuperação, dominação, submissão e assim por diante.

### Comportamento de votação
Para fazer inferências e previsões sobre o comportamento em relação à decisão de voto, certas influências públicas importantes devem ser consideradas. Essas influências incluem o papel das emoções, socialização política, sofisticação política, tolerância à diversidade de visões políticas e da mídia. O efeito dessas influências no comportamento eleitoral é melhor compreendido por meio de teorias sobre a formação de atitudes, crenças, esquemas, estruturas de conhecimento e a prática de processamento de informações. O grau em que a decisão de voto é afetada por sistemas de processamento interno de informações políticas e influências externas, altera a qualidade da tomada de decisões verdadeiramente democráticas.

### Conflito
A aplicação da psicologia para a compreensão de conflitos e atos extremos de violência pode ser entendida tanto em termos individuais quanto de grupo. O conflito político é frequentemente uma consequência da disparidade étnica e do "etnocentrismo" Sumner (1906).
Em um nível individual, os participantes em situações de conflito podem ser perpetradores, espectadores ou altruístas. O comportamento dos perpetradores costuma ser explicado pelo tipo de personalidade autoritária. Diferenças individuais nos níveis de empatia têm sido usadas para explicar se um indivíduo escolhe enfrentar a autoridade ou ignorar um conflito. A teoria do locus de controle de Rotter (1954) na psicologia da personalidade também foi usada para determinar diferenças individuais na reação a situações de conflito.
O comportamento do grupo durante o conflito geralmente afeta as ações de um indivíduo. O efeito espectador introduzido por Darley e Latane (1968) demonstra que o comportamento de grupo faz com que os indivíduos monitorem se os outros pensam que é necessário reagir em uma situação e, assim, basear seu comportamento neste julgamento. Eles também descobriram que os indivíduos são mais propensos a difundir a responsabilidade em situações de grupo. Essas teorias podem ser aplicadas a situações de conflito e genocídio em que os indivíduos removem a responsabilidade pessoal e, portanto, justificam seu comportamento. A teoria da identidade social explica que, durante o Holocausto da Segunda Guerra Mundial, os líderes políticos usaram os judeus como um grupo externo para aumentar a coesão interna. Isso permitiu que os perpetradores se despersonalizassem da situação e difundissem sua responsabilidade. Os grupos externos foram mantidos em confins separados e desumanizados a fim de ajudar o grupo interno a se libertar do relacionamento.
A pesquisa de Dan Kahan demonstrou que os indivíduos resistem em aceitar novos pontos de vista políticos, mesmo que sejam apresentados a evidências que desafiem seus pontos de vista. A pesquisa também demonstrou que se o indivíduo fosse obrigado a escrever algumas frases sobre as experiências de que gostava ou a passar alguns momentos afirmando sua autoestima, o indivíduo teria mais probabilidade de aceitar a nova posição política.
Embora um tanto incomum, a psicologia evolucionista também pode explicar conflitos na política e na sociedade internacional. Um artigo de jornal de Anthony C. Lopez, Rose McDermott e Michael Bang Petersen usa essa ideia para fornecer hipóteses para explicar eventos políticos. Segundo os autores, os instintos e as características psicológicas desenvolvidas ao longo da evolução ainda existem nas pessoas modernas. Eles sugerem o ser humano como "executor da adaptação"; pessoas projetadas por meio da seleção natural, e não de "maximizadores de utilidade"; pessoas que buscam utilidade a cada momento. Embora um grupo de pessoas, talvez aqueles que estão na mesma coalizão política, possa parecer que busca uma maximização de utilidade comum, é difícil generalizar a teoria dos "maximizadores de utilidade" em uma visão nacional porque as pessoas evoluíram em pequenos grupos . Essa abordagem ajuda os estudiosos a explicar comportamentos aparentemente irracionais, como agressividade na política e na sociedade internacional, porque o "comportamento irracional" seria o resultado de uma incompatibilidade entre o mundo moderno e a psicologia evolucionista.
Por exemplo, de acordo com a psicologia evolucionista, a agressão de coalizão é mais comumente encontrada em homens. Isso ocorre por causa de seu mecanismo psicológico projetado desde os tempos ancestrais. Naquela época, os homens tinham mais a ganhar ao vencer as guerras do que as mulheres (eles tinham mais chance de encontrar uma companheira, ou até mesmo muitas companheiras). Além disso, os homens vitoriosos tinham mais chance de reprodução, o que acabou levando à sucessão de DNAs agressivos e ávidos pela guerra. Como resultado, os autores levantam a hipótese de que países com mais homens tenderão a apresentar políticas mais agressivas, portanto, tendo mais possibilidade de desencadear conflitos dentro e principalmente entre os estados.
Na verdade, existem algumas exceções nesta teoria, pois esta é apenas uma hipótese. No entanto, é viável o suficiente para ser uma hipótese a ser testada para explicar certos eventos políticos como guerra e crise.

### Terrorismo
Em um nível individual, o terrorismo foi explicado em termos de psicopatologia. Terroristas demonstraram mostrar traços de personalidade narcisistas (Lasch, 1979, Pearlstein, 1991). Jerrold Post (2004) argumenta que transtornos narcisistas e de personalidade borderline são encontrados em terroristas e que mecanismos como divisão e externalização são usados por terroristas.  Outros, como Silke (2004) e Mastors e Deffenbaugh (2007), refutam essa visão. Crenshaw (2004) mostrou que certos grupos terroristas são realmente cuidadosos em não alistar aqueles que demonstram patologia.  A teoria da personalidade autoritária também foi usada como uma explicação para o comportamento terrorista em indivíduos.
Em termos de explicar as razões pelas quais os indivíduos se juntam a grupos terroristas, são sugeridas teorias motivacionais como a necessidade de poder e a necessidade de intimidade de afiliação. Festinger (1954) explicou que as pessoas costumam se juntar a grupos para comparar suas próprias crenças e atitudes. Unir-se a um grupo terrorista pode ser um método para remediar a incerteza individual. Taylor e Louis (2004) explicaram que os indivíduos se esforçam por um comportamento significativo. Isso também pode ser usado para explicar por que os terroristas procuram crenças e manifestações tão radicais. Estudos de Field (1979) com crianças na Irlanda do Norte mostraram que a exposição à violência pode levar a comportamento terrorista mais tarde. Implicando o efeito do desenvolvimento de normas aceitáveis em grupos. No entanto, essa visão também foi criticada (Taylor, 1998). Outras teorias sugerem que a frustração com o objetivo pode resultar em agressão (Dollard, Doob. Miller, mower e Sears, 1939)  e essa agressão pode levar à frustração (Borum, 2004). As configurações do grupo podem causar a manifestação de uma identidade social e comportamento terrorista. Métodos como a desumanização permitem que os indivíduos se desliguem mais facilmente da responsabilidade moral, e a influência do grupo aumenta a chance de que os indivíduos cedam à conformidade e à obediência. Manipulações de controle social e propaganda também podem instrumentalizar o envolvimento terrorista.
Na verdade, um modelo estratégico foi proposto para examinar as motivações políticas dos terroristas. O modelo estratégico, paradigma dominante nos estudos do terrorismo, considera os terroristas como atores racionais que atacam civis para fins políticos. De acordo com essa visão, os terroristas são maximizadores de utilidade política. O modelo estratégico baseia-se em três pressupostos básicos, que são: (1) os terroristas são motivados por preferências políticas relativamente estáveis e consistentes; (2) os terroristas avaliam as recompensas políticas esperadas de suas opções disponíveis; e (3) o terrorismo é adotado quando o retorno político esperado é superior ao das opções alternativas. No entanto, verifica-se que o processo de tomada de decisão dos terroristas não está totalmente de acordo com o modelo estratégico. De acordo com Max Abrahms, autor de "O que os terroristas realmente querem: motivos terroristas e estratégia de contraterrorismo  existem sete tendências comuns que representam enigmas empíricos importantes para o modelo estratégico, indo contra o pensamento convencional de que os terroristas são atores racionais.